# Hans Hofmann (Politiker, 1939)

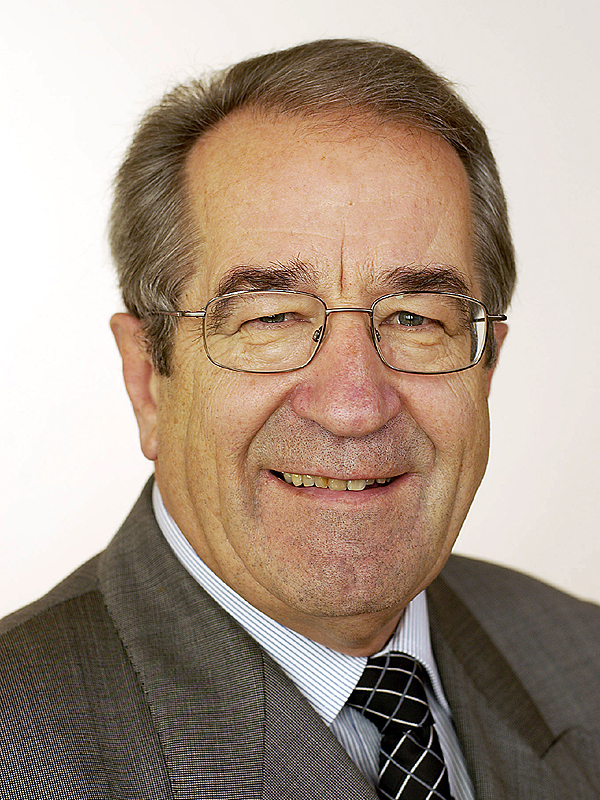
Hans Hofmann

Hans Hofmann (* 3. März 1939 in Horgen) ist ein Schweizer Politiker (SVP).

## Biografie
Hofmann begann seine politische Karriere im Gemeinderat (Exekutive) von Horgen, wo er von 1977 bis 1986 tätig war. Er wurde 1983 in den Kantonsrat gewählt und gehörte ihm bis zu seiner Wahl zum Regierungsrat 1987 an. Er regierte im Kanton Zürich bis 1999. Hofmann war vom 21. September 1998 bis zum 2. Dezember 2007 Ständerat. In den Nationalratswahlen 2023 wurde er nicht gewählt.
Hofmann bezog meist gemässigt bürgerliche Positionen und war damit nicht immer auf dem von seiner Partei verfolgten rechtsbürgerlich-konservativen Kurs.
Hofmann ist in Horgen aufgewachsen, verheiratet und hat zwei Kinder.